# Bijela džamija u Brčkom
Bijela džamija (poznata i kao Džedid džamija), središnja je džamija u Brčkom. Nalazi se u sastavu Medžlisa Islamske zajednice Brčko, u okvirima Tuzlanskog muftiluka.

## Povijest
Bijela džamija se nalazi se u brčanskom naselju Kolobara na jednom brijegu. Prema dostupnim podacima, džamija je renovirana 1893. godine, što znači da je ranije sagrađena na istoj lokaciji. Prvobitno je imala plac od preko 9 tisuća četvortnih metara, plus musalu koja je služila za vanjsko obavljanje vjerskih obreda. Džamija je bila dosta masivna građevina s visokim kamenim minaretom. Po njenom nazivu Džedid, što na osmanskom jeziku znači- nova, zaključuje se da je podignuta poslije Atik-Savske džamije u Brčkom. Po kronogramu se vidi da je obnovljena 1893. godine, kada je ugrađena kamena ploča na kojoj je bio uklesan natpis: 
Posljednje obnavljanje Bijele džamije je izvršeno 1962. godine. Ulaskom srpskih paravojnih snaga u Brčko, do temelja je porušena 17. srpnja 1992. godine. Džamija je obnovljena i svečano otvorena 9. srpnja 2005. godine. Danas spada u red najljepših džamija u Bosni i Hercegovini.
Objekat nove džamije projektovan je suvremeno, a neki elementi oblikovanja vezani su za tradiciju graditeljstva Brčkog i prilagođeni podneblju Posavine. U džamiju se ulazi iz tri pravca. Harem je ogradeno zidom i omogućava lakšu upotrebu svih sadržaja u džamiji. Vitki minaret je visok 30 metara i ima karakteristike pseudomaurskog stila, koji je bio prisutan na bosanskohercegovačkim prostorima krajem 19. stoljeća. U džamijskom kompleksu nalazi se objekt u kojem je smještena mektebska učionica, višenamjenska sala, kancelarija za imama i sanitarni čvor.

## Vanjske poveznice
- Džemat Bijela džamija Brčko